# دهستان پشت تنگ
دهستان پشت تنگ، یکی از دهستان‌های بخش دشت ذهاب شهرستان سرپل ذهاب در استان کرمانشاه ایران است. مرکز این دهستان، روستای بزمیرآباد است.

## فهرست روستاها
رمکی‌رمضان ، میولی‌شیرخان ، میولی‌دارآبخان ، حسن سلیمان ، سرزل ، بانی‌هوان ، مله‌رولان ، جوانمیری ، جوانمیری علیا ، مرشاعر ، بزمیرآباد ، داره رش ، جنان ، پیرمیکاییل (سرپل‌ذهاب) ، کفرو سلمان ، ده‌سفید (سرپل‌ذهاب) ، کفرو باوکه ، انجیربان اواره‌علی ، قلعه دره عبدالله ، دنگی کاک‌عبدالله ، قالوه‌دره ، سراواره والی‌نجفی ، دنگی علی‌بیگ ، دنگی‌عباس ، قلعه‌کوه‌خسرو ، فرمایشه‌اله‌نظر ، طلسم شهباز ، گوری‌زرد الهی ، تل‌خلوتی‌قادررحمان ، کرکوله مرادعلی ، مله کرمینه ، دول‌درازمراد ، گوره جوب رشید ، قلعه‌گل علی آقا ، وزرد طهماسب ، بان آواره ، الیاسی‌احمد ، الیاسی صالح‌مطاع

## جمعیت
بر پایه سرشماری عمومی نفوس و مسکن در سال ۱۳۹۵، جمعیت دهستان پشت تنگ برابر با ۵٬۵۸۲ نفر بوده‌است.